# Isla Fisher
Isla Fisher (ur. 3 lutego 1976 w Maskacie w Omanie) – australijska aktorka i scenarzystka.

## Życiorys
Wychowywała się w Perth w Australii Zachodniej, gdzie jej rodzina przeniosła się, gdy Isla Fisher miała dziewięć miesięcy. Studiowała w szkole żeńskiej Methodist Ladies' College.
W wieku osiemnastu lat, z pomocą matki, napisała dwie nowele dla nastolatków – Bewitched i Seduced by Fame; stały się one bestsellerami.
W latach 1994–1997 wcielała się w postać Shannon Reed w australijskiej operze mydlanej Zatoka serc. Za swoją rolę była w 1996 roku nominowana do Logie Award jako najpopularniejsza aktorka. W roku 2001 pojawiła się na drugim planie w niemieckim slasherze Basen (Swimming Pool – Der Tod feiert mit). Rok później dostała rolę Mary Jane w hollywoodzkiej komedii Scooby-Doo. W 2005 roku była Glorią, córką bogatego biznesmena, w filmie Polowanie na druhny. W 2008 roku wystąpiła w filmie Na pewno, być może (Definitely, maybe), wcielając się w rolę April. W lutym 2009 roku światową premierę miały Wyznania zakupoholiczki (Confessions of a Shopaholic) – komedia romantyczna z  Fisher w roli tytułowej Rebeki Bloomwood. W roku 2013 zagrała iluzjonistkę Henley Reeves w filmie Iluzja w reżyserii Louisa Leterriera.

## Życie prywatne
W marcu 2010 pobrała się z komikiem i aktorem Sachą Baronem Cohenem w Paryżu. Para ma troje dzieci: córkę Olive urodzoną 19 października 2007, córkę Elulę Lottie Miriam urodzoną w 2010 roku i syna Montgomery'ego Mosesa Briana urodzonego 17 marca 2015 roku. Para rozstała się w 2023 roku.
W 2007 r. aktorka przeszła na judaizm.

## Nagrody i nominacje
| Rok  | Nagroda                                    | Kategoria                                      | Przedmiot nominacji     | Rezultat  |
| ---- | ------------------------------------------ | ---------------------------------------------- | ----------------------- | --------- |
| 1996 | Logie Awards                               | Najpopularniejsza aktorka                      | Zatoka serc             | Nominacja |
| 2006 | MTV Movie Awards 2006                      | Przełomowa rola                                | Polowanie na druhny     | Wygrana   |
| 2006 | Teen Choice Awards                         | Filmowy przełomowy żeński występ aktorki       | Polowanie na druhny     | Nominacja |
| 2006 | Teen Choice Awards                         | Najlepszy filmowy wybuch złości                | Polowanie na druhny     | Nominacja |
| 2008 | Elle Women in Hollywood Awards             | Icon Award                                     | ona sama                | Wygrana   |
| 2009 | Teen Choice Awards                         | Ulubiona aktorka komedii                       | Wyznania zakupoholiczki | Nominacja |
| 2012 | Alliance of Women Journalists              | Najlepsza aktorka animowana                    | Rango                   | Wygrana   |
| 2012 | Online Film & Television Association       | Najlepsza aktorka animowana                    | Rango                   | Wygrana   |
| 2013 | Alliance of Women Journalists              | Najlepsza aktorka animowana                    | Strażnicy marzeń        | Nominacja |
| 2014 | Australian Film Critics Association Awards | Najlepsza aktorka drugoplanowa                 | Wielki Gatsby           | Nominacja |
| 2014 | Australian Film Institute                  | Najlepsza aktorka drugoplanowa                 | Wielki Gatsby           | Nominacja |
| 2014 | Film Critics Circle of Australia Awards    | Najlepsza aktorka drugoplanowa                 | Wielki Gatsby           | Nominacja |
| 2014 | Jupiter Award                              | Najlepsza aktorka międzynarodowa               | Wielki Gatsby           | Nominacja |
| 2014 | Screen Actors Guild Awards                 | Najlepszy zespół aktorski w serialu komediowym | Bogaci bankruci         | Nominacja |